# Richard Deacon (Schauspieler)
Richard Deacon (* 14. Mai 1922 in Philadelphia, Pennsylvania; † 8. August 1984 in Los Angeles, Kalifornien) war ein US-amerikanischer Film- und Fernsehschauspieler. 

## Karriere
Richard Deacon begann seine Karriere zunächst als Bühnenschauspieler. Auf Anraten seiner Kollegin Helen Hayes wechselte er zum Film und wurde ein angesehener und vielbeschäftigter Darsteller in sowohl kleineren als auch größeren Nebenrollen. Der hochgewachsene, glatzköpfige Brillenträger wurde wegen dieses Aussehens und seiner autoritativen Stimme häufig für humorlose oder übellaunige Autoritätsfiguren eingesetzt. Sein Filmdebüt machte er 1953 mit einer kleinen Rolle in dem Science-Fiction-Streifen Invasion vom Mars, anschließend folgten bis zu seinem Tod über 180 Film- und Fernsehproduktionen, in denen er mit Stars wie Jack Benny, Lou Costello und Cary Grant spielte. Bereits früh übernahm Deacon auch Rollen im Fernsehen und spielte ab 1957 in Erwachsen müßte man sein die wiederkehrende Nebenrolle des Fred Rutherford. Bei der Neuverfilmung der Serie im Jahr 1983 unter dem Titel Still the Beaver übernahm er die Rolle erneut.
Zwischen 1961 und 1966 avancierte zu einem der Stars der Serie The Dick Van Dyke Show, in welcher er in insgesamt 82 Folgen die Rolle des Produzenten Mel Cooley übernahm. Nach Einstellung der Serie spielte er Roger Buell in der Sitcom The Mothers in Law. Daneben hatte er auch immer wieder Kurzauftritte und Nebenrollen in berühmten Filmen wie Die Dämonischen (1956), Lindbergh – Mein Flug über den Ozean (1957) oder auch Die Vögel (1963). Nach 1970 ließ die Anzahl seiner Film- und Fernsehrollen nach, doch stand er noch in seinem Todesjahr für mehrere Produktionen vor der Kamera. Als Theaterschauspieler übernahm Deacon 1969 in dem erfolgreichen Broadway-Musical Hello, Dolly! die Rolle des Horace Vandergelder.

## Privatleben
Richard Deacon war ein erfolgreicher Hobbykoch. In den 1980er Jahren moderierte er ein kanadisches Fernsehprogramm über Mikrowellenkochen und schrieb Bücher zum Thema.

## Filmografie (Auswahl)
- 1953: Invasion vom Mars (Invaders from Mars)
- 1954: Formicula (Them!)
- 1954: Hölle 36 (Private Hell 36)
- 1954: Heißes Pflaster (Rogue Cop)
- 1954: Désirée
- 1955: Abbott und Costello als Mumienräuber (Abbott and Costello Meet the Mummy)
- 1955: Die Saat der Gewalt (Blackboard Jungle)
- 1955: Meine Schwester Ellen (My Sister Eileen)
- 1955: Metaluna IV antwortet nicht (This Island Earth)
- 1955: Guten Morgen, Miss Fink (Good Morning, Miss Dove)
- 1955: König der Schauspieler (Prince of Players)
- 1956: Die Macht und ihr Preis (The Power and the Prize)
- 1956: Karussell (Carousel)
- 1956: Die Dämonischen (Invasion of the Body Snatchers)
- 1956: Die Frau im goldenen Cadillac (The Solid Gold Cadillac)
- 1957: Mein Mann Gottfried (My Man Godfrey)
- 1957: Warum hab’ ich ja gesagt? (Designing Woman)
- 1957: Fahrkarte ins Jenseits (Decision at Sundown)
- 1957: Lindbergh – Mein Flug über den Ozean (The Spirit of St. Louis)
- 1957–1963: Erwachsen müßte man sein (Leave It To Beaver; Fernsehserie, 23 Folgen)
- 1958: Das letzte Hurra (The Last Hurrah)
- 1958: Annette (Fernsehserie, 13 Folgen)
- 1959: Der Mann aus Philadelphia (The Young Philadelphians)
- 1959: Die Sommerinsel (A Summer Place)
- 1960: Land der tausend Abenteuer (North to Alaska)
- 1960: 77 Sunset Strip (Fernsehserie, 1 Folge)
- 1960: Bonanza (Fernsehserie, 1 Folge)
- 1961: Ein Pyjama für zwei (Lover Come Back)
- 1961–1964: Mr. Ed (Fernsehserie, 6 Folgen)
- 1961–1966: The Dick Van Dyke Show (Fernsehserie, 82 Folgen)
- 1962: Ein Hauch von Nerz (That Touch of Mink)
- 1963: Der Ladenhüter (Who’s Minding the Store?)
- 1963: Die rauhen Reiter von Texas (The Raiders)
- 1963: Die Vögel (The Birds)
- 1963: Tu das nicht, Angelika (Critic’s Choice)
- 1964: Die Heulboje (The Patsy)
- 1964: Der Tölpel vom Dienst (The Disorderly Orderly)
- 1964: Die Frau seines Herzens (Dear Heart)
- 1964: The Munsters (Fernsehserie, 1 Folge)
- 1964: Twilight Zone (Fernsehserie, 1 Folge)
- 1965: Alles für die Katz (That Darn Cat!)
- 1965: The Addams Family (Fernsehserie, 1 Folge)
- 1965: Eine zuviel im Harem (John Goldfarb, Please Come Home!)
- 1966: Robin Crusoe, der Amazonenhäuptling (Lt. Robin Crusoe, U.S.N.)
- 1966–1967: The Pruitts of Southampton (Fernsehserie, 6 Folgen)
- 1967: Die abenteuerliche Reise ins Zwergenland (The Gnome-Mobile)
- 1967–1970: The Beverly Hillbillies (Fernsehserie, 5 Folgen)
- 1968: Käpt’n Blackbeards Spuk-Kaschemme (Blackbeard’s Ghost)
- 1968: Die Lady in Zement (Lady In Cement)
- 1968–1969: The Mothers-In-Law (Fernsehserie, 26 Folgen)
- 1969: Mini-Max (Get Smart; Fernsehserie, 1 Folge)
- 1970: Hans Christian Anderson (Fernsehfilm)
- 1976: Maude (Fernsehserie, 1 Folge)
- 1977: CHiPs (Fernsehserie, 1 Folge)
- 1978: Ja, lüg’ ich denn? (Rabbit Test)
- 1978: Piranhas (Piranha)
- 1981/1983: Trapper John, M.D. (Fernsehserie, 2 Folgen)
- 1982: Love Boat (Fernsehserie, 1 Folge)
- 1983: Still the Beaver (Fernsehfilm)
- 1984: Schweinebande! (Growing Pains)